# 윈도우 헬로

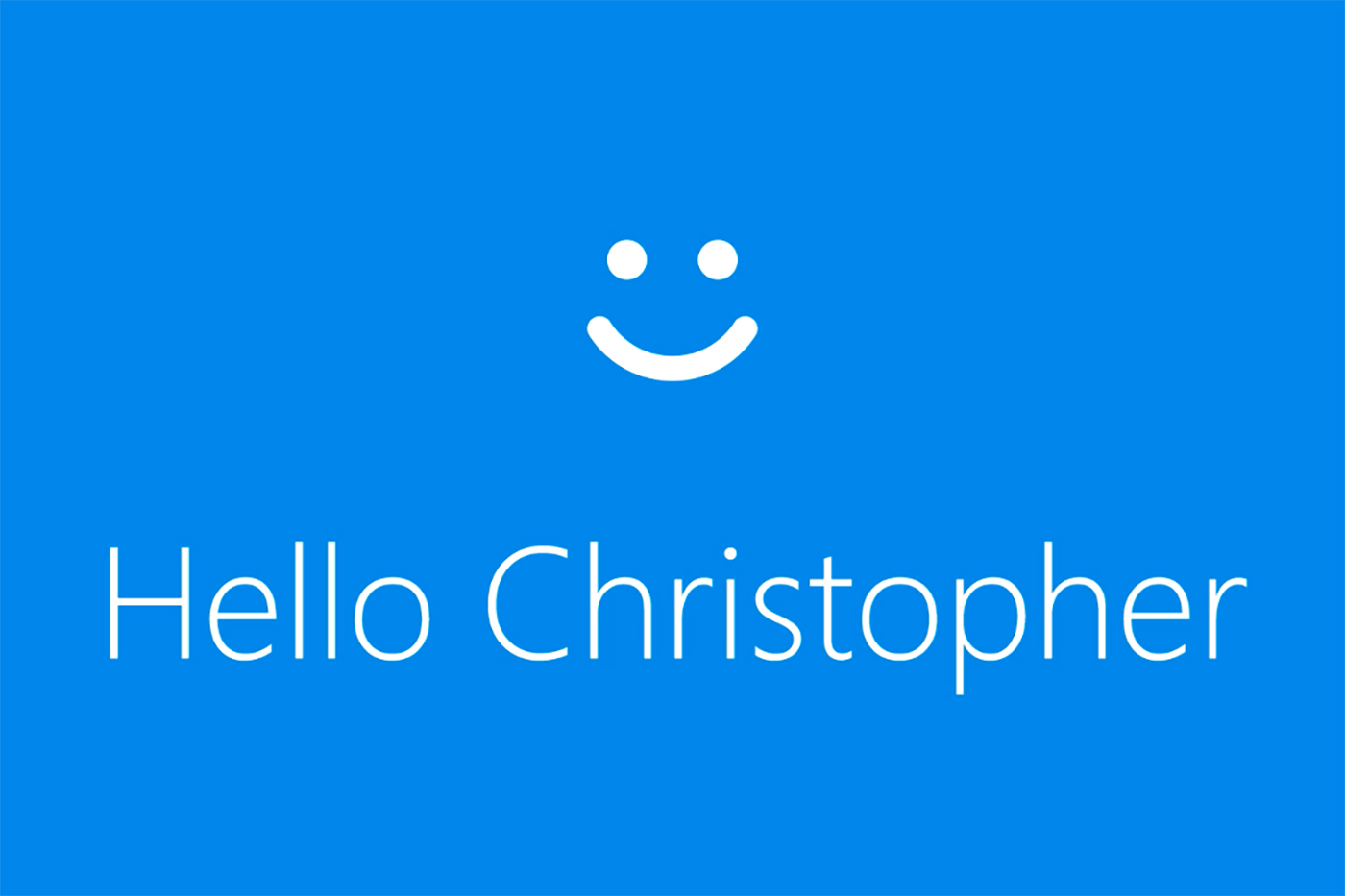
윈도우 헬로 로고

윈도우 헬로(Windows Hello)는 마이크로소프트에서 윈도우 10에 처음 도입한 지문인식, 안면인식 서비스이다.

## 발표
윈도우 헬로는 2015년 3월 17일 Microsoft의 블로그에서 발표되었으며 윈도우 10 개발에서 마이크로소프트 코타나를 통한 음성 인식을 포함하여 Windows 10 개인화에 많은 관심을 기울였음을 즉시 알렸다. 블로그에서 윈도우 헬로는 다음 문장으로 발표되었다. 오늘 우리는 윈도우 10에 대해 발표할 또 다른 멋진 새로운 "개인 컴퓨팅" 기능을 가지고 있다. 오늘 우리는 Windows 10용으로 발표될 또 다른 멋진 새로운 "퍼소널 컴퓨팅" 기능을 가지고 있다. 마이크로소프트는 윈도우 헬로를 통해 랩톱, 컴퓨터, 태블릿 또는 스마트폰의 화면을 보는 것만으로 암호 없이 로그인할 수 있도록 노력하고 있다.

### 하드웨어 사양
마이크로소프트는 윈도우 헬로에 특정 하드웨어가 필요함을 나타낸다. 그러나 윈도우 10이 설치된 최신 휴대폰 및 태블릿에는 이 하드웨어가 표준으로 탑재되어 있다.

## 작업
윈도우 헬로는 웹 사이트가 연결할 수 있는 기존 마이크로소프트 패스포트 서비스에 연결되어 있다. 마이크로소프트 패스포트는 윈도우 헬로의 전신이라고 볼 수 있는 사용자 이름과 비밀번호를 사용하는 일반 로그인이다. 윈도우 헬로는 사용자가 외부 특성으로 인식할 수 있도록 개발되었다. 스마트폰과 같은 장치는 셀카 카메라를 사용하여 사용자를 간단히 "보고", 외부 기능이 전화의 기능과 일치하면 예를 들어 "Hello username"라는 문자로 사용자를 환영하고 전화가 잠금 해제된다. 태블릿과 같은 다른 모든 윈도우 10 장치에도 동일한 원칙이 적용된다.

## 윈도우 헬로를 지원하는 운영 체제
- 윈도우 10
- 윈도우 11